# Phyllostomus latifolius
Phyllostomus latifolius es una especie de murciélago de la familia Phyllostomidae.

## Distribución geográfica
Se encuentra en Brasil, Colombia, Guayana, Surinam y Venezuela.